# Tijgervlokreeft
De tijgervlokreeft (Gammarus tigrinus) is een vlokreeftensoort uit de familie van de Gammaridae. De wetenschappelijke naam van de soort werd in 1939 voor het eerst geldig gepubliceerd door Sexton.

## Verspreiding
De tijgervlokreeft komt van nature voor in Noord Amerika waar het wordt aangetroffen in zoete en brakke wateren. Het is een relatief klein vlokreeftje (4 tot 11 millimeter) wat zich voornamelijk voedt via het filteren van organisch materiaal uit de waterkolom. Als omnivoor consumeert het zowel diertjes, planten, algen en dood organisch materiaal. De naam tigrinus duidt op een wat donker streeppatroon. Dit streeppatroon verdwijnt echter snel als de dieren in formol of alcohol worden bewaard.
Waarschijnlijk is de tijgervlokreeft via transport van ballastwater in schepen naar Europa overgebracht. De tijgervlokreeft is echter ook geïmporteerd als visvoedsel, zoals bijvoorbeeld in Duitsland in 1957. In Engeland werd het voor het eerst werd aangetroffen in 1931. In 1991 werd de soort voor het eerst gemeld in België.
In Nederland werd de soort voor het eerst aangetroffen in 1964. Aanvankelijk alleen in het IJsselmeer en stilstaande wateren in het noorden en westen van het land. In 1982 werden voor het eerst tijgervlokreeften op stenen in de IJssel waargenomen. Zowel in 1987 als in 1988 werden in de IJssel gemiddelde dichtheden aangetroffen van 2000 tot 3000 exemplaren per m² besteend oeveroppervlak.. Via IJsselmeer en IJssel heeft de soort ook de andere grote rivieren gekoloniseerd.
Dat de tijgervlokreeft in de jaren tachtig van de 20e eeuw zo makkelijk de grote rivieren van Nederland kon bevolken, komt waarschijnlijk door de slechte waterkwaliteit van Rijn en Maas in die jaren. Toen de Rijn nog schoon was – tot de jaren zeventig – was de inheemse vlokreeft Gammarus pulex heer en meester op de kribben in Rijn. Door lozing van fabrieken is een groot deel van de bodemfauna verloren gegaan. De tijgervlokreeft trof in de jaren tachtig een leeg habitat aan wat hij snel kon koloniseren. Inmiddels hebben via Main-Donaukanaal ook exoten uit het Kaspische gebied de grote rivieren van Nederland en België bereikt. Hieronder ook de Pontokaspische vlokreeft die een geduchte concurrent van de tijgervlokreeft lijkt zijn. De aantallen tijgervlokreeften op stenen in de oever nemen sinds die tijd af.